# James A. Maynard
James Maynard (Chelmsford, Inglaterra; 10 de junio de 1987) es un matemático británico que trabaja en la teoría analítica de números y, en particular, en la teoría de los números primos. En 2017, fue nombrado profesor de investigación en Oxford. Maynard es miembro del St John's College de Oxford. Fue galardonado con la Medalla Fields en 2022.

## Biografía
Maynard asistió a la King Edward VI Grammar School, Chelmsford en Chelmsford, Inglaterra. Tras completar su licenciatura y su máster en el Queens' College de la Universidad de Cambridge en 2009, Maynard obtuvo su doctorado en la Universidad de Oxford en el Balliol College en 2013 bajo la supervisión de Roger Heath-Brown. Luego se convirtió en miembro por examen del Magdalen College de Oxford. 
Durante el año 2013-2014, Maynard fue investigador postdoctoral del CRM-ISM en la Universidad de Montreal.
En noviembre de 2013, Maynard dio una prueba diferente del teorema de Yitang Zhang que hay espacios acotados entre primos, y resolvió una antigua conjetura demostrando que para cualquier {\displaystyle m} hay infinitos intervalos de longitud acotada que contienen {\displaystyle m} números primos. Este trabajo puede considerarse un avance en la conjetura de las {\displaystyle m}-tuplas de Hardy-Littlewood, ya que establece que "una proporción positiva de las {\displaystyle m}-tuplas admisibles satisfacen la conjetura de las {\displaystyle m}-tuplas primarias
para cada {\displaystyle m}". El enfoque de Maynard dio el límite superior, con {\displaystyle p_{n}} denotando el {\displaystyle n}(ésimo) número primo,
{\displaystyle \liminf _{n\to \infty }\left(p_{n+1}-p_{n}\right)\leq 600,}
que mejoró significativamente los mejores límites existentes gracias al proyecto Polymath8. (En otras palabras, demostró que hay infinitos huecos primos con un tamaño máximo de 600). Posteriormente, se creó Polymath8b, cuyos esfuerzos de colaboración han reducido el tamaño de la brecha a 246, según anunció el 14 de abril de 2014 la wiki del proyecto Polymath. Además, asumiendo la conjetura de Elliott-Halberstam y, por separado, su forma generalizada, la wiki del proyecto Polymath afirma que el tamaño de la brecha se ha reducido a 12 y 6, respectivamente.
En agosto de 2014, Maynard (independientemente de Ford, Green, Konyagin y Tao) resolvió una conjetura de larga duración de Erdős sobre grandes huecos entre primos, y recibió el mayor premio Erdős (10.000 dólares) jamás ofrecido.
En 2014 se le concedió el Premio SASTRA Ramanujan. En 2015 recibió un premio Whitehead y en 2016 un premio EMS.
En 2016, demostró que, para cualquier dígito decimal dado, hay infinitos números primos que no tienen ese dígito en su expansión decimal.
En 2019, junto con Dimitris Koukoulopoulos, demostró la conjetura de Duffin-Schaeffer.
En 2020, en un trabajo conjunto con Thomas Bloom, mejoró el límite más conocido para los conjuntos sin diferencia cuadradas, demostrando que un conjunto {\displaystyle A\subset [N]} sin diferencia cuadrada tiene un tamaño máximo de {\displaystyle {\frac {N}{(\log N)^{c\log \log \log N}}}} para algún {\displaystyle c>0}.

## Vida personal
Maynard nació el 10 de junio de 1987 en Chelmsford, Inglaterra. Su pareja es Eleanor Grant, una doctora en medicina.